# حادثة سفينة يو إس إس باناي
حادثة سفينة الولايات المتحدة باناي أو حادثة يو إس إس باناي (بالإنجليزية: USS Panay incident)‏ كانت حادثة هجوم اليابان على زورق المدفعية الأمريكي باناي، أثناء رسوه على نهر يانغتسي خارج نانجينغ، في الصين في 12 ديسمبر عام 1937، مثل حادثة الهجوم على بيرل هاربر السابقة لها بأربع سنوات، دون حرب بين الولايات المتحدة واليابان في ذلك الوقت. ادعى اليابانيون أنهم لم يروا الأعلام الأمريكية على متن السفينة وجوانبها، واعتذروا ودفعوا تعويضًا. لكن هذا الهجوم والحادثة الأخرى «حادثة أليسون» في نانجينغ سببا تغير رأي الولايات المتحدة وعداءها لليابان.

## الخلفية
باناي زورق مسطح القاع بُني في شنغهاي لأغراض وشؤون الأنهار، وكان جزءًا من دورية البحرية الأمريكية في الأسطول الآسيوي، مسؤولًا عن مراقبة نهر اليانغتسي لحماية الحيوات والممتلكات الأمريكية في الصين.
انتقلت القوات اليابانية بعد غزو الصين في صيف عام 1937 إلى نانكينغ (المعروفة حاليًا باسم نانجينغ) في ديسمبر، حيث ارتكبت القوات اليابانية مذبحة وقع ضحيتها نحو 300 ألف من القتلى وأسرى الحرب المدنيين. فرَّغت باناي المدينة من الأمريكيين المتبقيين في 11 ديسمبر، واحضرت على متنها خمسة ضباط و54 رجلًا وأربعة موظفين من السفارة الأمريكية، و10 من المدنيين، منهم المصور السينمائي نورمان ألي  وإريك مايل وصحفي نيويورك تايمز نورمان سونغ، ومراسل كوليرز ويكلي جيم مارشال، ومراسل لا ستاميا ساندرو ساندري ومراسل كوريري ديلا سيرا لويجي برازيني جونيور.

## الحادثة
تلقت القوات الجوية اليابانية معلومات عن فرار القوات الصينية بعدد 10 بواخر كبيرة وعدد كبير من السفن في مجرى النهر في نانكينغ في صباح الثاني عشر من ديسمبر. هاجمت القوات الجوية اليابانية باناي وثلاث سفن أخرى من شاحنات النفط من شركة ستاندرد أويل: مي بينغ ومي آن ومي هسيا. ضربت باناي اثنتان من ثمان قنابل (60 كيلوجرام)، أوقعتها ثلاث مدمرات يوكوسوكا بي4 واي من النوع 96، ومشطتها ناكاجيما إيه4 إن، مقاتلات من النوع 95.
طبقًا لما يرويه الملازم ج. دبليو. غايست على متن السفينة باناي، «أخطرنا اليابانيين في اليوم السابق للقصف موضحين هويتنا»، ورُفعت ثلاثة أعلام بصورة واضحة ومرئية على السفينة. ضربت الطائرات أيضًا سفن النجاة التي كانت تنقل المصابين إلى الشاطئ بالرشاشات الآلية، ما أدى إلى مزيد من الإصابات. يروي مراسل ذا تايمز كولين ماكدونالد، الذي كان على متن سفينة باناي أيضًا، أن الرشاشات الآلية اليابانية قصفت السفينة أثناء غرقها بالرغم من وضوح العلم الأمريكي المرسوم على جوانبها. جثى الناجون على ركبهم في الطين في المستنقعات بينما حلقت الطائرات اليابانية حولهم.
غرقت سفينة باناي نتيجة الهجوم، وقُتل أمين المخازن من الدرجة الأولى تشارليز ل. إنسمينغر، وربان ستاندرد أويل كارل هـ. كارلسون، والمراسل الإيطالي ساندرو ساندري، وتوفى كوكسوين هولسيبوس في وقت لاحق من تلك الليلة. أصيب 43 من البحارين والمدنيين.
قُصفت ثلاث شاحنات لستنادرد أويل ودُمرت، وقُتل ربان مي آن والعديد من الركاب المدنيين الصينين. ساعدت بعض القوارب في ترحيل عائلات موظفي ستاندرد أويل وعملاء نانكينغ أثناء الهجوم الياباني على المدينة. 
كان على متن السفينة اثنان من مصوري الأفلام الوثائقية القصيرة أثناء الهجوم (نورمان ألي من يونيفيرسال نيوز وإريك مايل من موفيتون نيوز)، واستطاعوا تصوير جزء من الهجوم، وبعد الوصول للشاطئ، وغرق السفينة في منتصف النهر. أخذت بعض القوارب الأمريكية الناجين، مثل أواهو وزوارق المدفعية البريطانية إتش إم إس ليديبيرد وبيي. وقصفت بطارية الصواريخ اليابانية ليديبيرد في نفس العام.
تكيف الناجون مع الليالي الباردة والثياب غير الملائمة بلا طعام. استغرقت عملية نقل 16 من الجرحى إلى السفن الأمريكية والسفن البريطانية الآمنة نحو ثلاثة أيام.

## الدبلوماسية
كان الفترة التالية لغرق السفينة باناي عصيبة على السفير الأمريكي في اليابان جوزيف غرو. تذكر غرو -ذو الخبرة في الدبلوماسية لمدة ثلاثين عامًا- غرق سفينة ماين، سفينة القوات البحرية الأمريكية التي انفجرت في ميناء هافانا في عام 1898. دفع غرق تلك السفينة إلى نشوب الحرب الأمريكية الإسبانية، وأمل غرو ألا يكون غرق باناي محفزًا شبيهًا لانهيار الدبلوماسية والحرب على اليابان.
أعلنت الحكومة اليابانية مسؤوليتها الكاملة عن الحادثة، وأصرت على أن الهجوم لم يكن مقصودًا به السفن الأمريكية. كُلف قائد القوات البحرية اليابانية في شمال الصين، نائب اللواء البحري روكوزو سيغياما، بتقديم اعتذار. وصل الاعتذار الرسمي لواشنطن في ليلة عيد الميلاد.
بالرغم من إصرار المسؤولين اليابانيين على عدم رؤية الطيارين اليابانيين للأعلام الأمريكية على باناي، قررت دائرة الشورى للبحرية الأمريكية أن هناك العديد من الأعلام الأمريكية الواضحة على السفينة أثناء الهجمات. أصر المسؤولون اليابانيون أثناء الاجتماع المعقود في السفارة الأمريكية في طوكيو أن إطلاق الرصاص بالرشاشات الآلية وقع نتيجة خطأ ضابط واحد ولزمن قصير، وأن قوارب الجيش الياباني كانت تهجم على البواخر الصينية الهاربة على الضفة المقابلة. أصرت البحرية اليابانية على لا قصدية الهجوم. دفعت الحكومة اليابانية تعويضًا 2,214,007.36 دولار للولايات المتحدة في 22 أبريل عام 1938، لتسوية حادثة باناي رسميًا.

## توابع الحادثة
كان موقف وزارة الخارجية منذ البداية رافضًا لأي مساهمات لأهل القتلى والجرحى من البحارين أو المدنيين. لم يوافق أي مكتب فيدرالي الحصول على المال. عبرت وزارة الخارجية أيضًا عن رغبتها في الترتيبات الضرورية في أقرب وقت. لم يأمل وزير الخارجية الأمريكي كورديل هل في إبقاء اليابانيين في الانتظار لإتخاذ قرار حول المال الذي سيتبرعون به. قد يُساء فهم تأجيل إتخاذ القرار، خاصة إذا استغرقت هذه العملية شهورًا لإعادة المال للمتبرعين.
كلفت وزارة الخارجية -في برقيات 18 ديسمبر، في وقتها على الأقل- سفيري الولايات المتحدة في اليابان والصين فقط بقبول التبرعات المتعلقة بحادثة باناي. استقبلت العديد من القنصليات الأمريكية المال، منها قنصلية ناغويا وكوبه وناغاساكي وأوساكا في اليابان، وتايبيه في تايوان، وكيجو (سول الحالية) في كوريا، وداليان في الصين، وساو باولو في البرازيل. أرسلت تلك المساهمات مباشرة للسفير الأمريكي في طوكيو. احتفظ غرو بكل المال الذي حصل عليه في خزنة السفارة حتى تتخذ وزارة الخارجية قرارها وتجد حلًا.
حولت قنصلية الولايات المتحدة في ناغاساكي العديد من المساهمات وترجمات لخطابات إلى السفارة في طوكيو، منها 50 ين من السيد إيشيرو موراكامي -الذي كان أسيرًا سابقًا للبحرية الأمريكية- وفرد آخر قرر أن يظل خفي الهوية.
قُدم وسام الصليب البحري لضابطي البحرية البريطانية، نائب لواء البحرية إيري كرابي والملازم القائد هاري باراو من أجل «تعاونهم التطوعي في المساعدة لإنقاذ الناجين من سفينة الولايات المتحدة باناي».

### خطابات أخرى
أخبرت قنصلية ناغاساكي غرو في خطابين لاحقين أن طفلًا صغيرًا من مدرسة شين كوزين الابتدائية أحضر خطابًا ومعه تبرع بقيمة 2 ين إلى القنصلية مع شقيقه الكبير. غلّف القنصل التبرع والخطاب الأصلي وترجمته. يقول الفتى في الخطاب «انتابني الخوف. إذ علمت من أخي الأكبر أن السفن الحربية الأمريكية غرقت، وشعرت بالأسف لها في اليوم التالي. وقعت تلك الحادثة دون عمد بلا شك، وأعتذر لكم نيابة عن الجنود. سامحونا رجاءً. هذا هو المال الذي ادخرته. أعطوه للجنود الأمريكيين الجرحى رجاءً». جاء عنوان المرسل إليه في الخطاب إلى «البحارين الأمريكيين»، وكان التوقيع عليه فقط «أحد تلاميذ شين كوزين». لم يفصح الفتى عن اسمه، ولم يظهر نفسه عند التبرع في القنصلية.